# Niamey (stacja kolejowa)

Przebieg linii kolejowej uwzględniający odcinek Parakou-Niamey (w budowie)

Niamey (fr. Gare de Niamey) – stacja kolejowa w Niamey, stolicy Nigru, znajduje się w pobliżu toru wyścigów konnych (Hippodrome de Niamey), w dzielnicy Niamey IV, jest pierwszą otwartą stacją kolejową w Nigrze.

## Historia
Stacja została oficjalnie otwarta 7 kwietnia 2014 roku. W uroczystości otwarcia udział wzięli prezydenci Nigru Mahamadou Issoufou, Beninu Yayi Boni oraz Togo Faure Gnassingbé, a także Vincent Bolloré prezes francuskiej grupy Bolloré, która zajmowała się budową infrastruktury. 
29 stycznia 2016 roku ukończono budowę 146 kilometrowego odcinka linii kolejowej z Niamey do Dosso. Dalsze prace budowlane zostały przerwane ze względu na postępowanie sądowe pomiędzy benińską firmą Petrolin, która jako pierwsza otrzymała prawa do budowy linii kolejowej łączącej Kotonu w Beninie ze stolicą Nigru. Ukończony odcinek jest poza przejazdami testowymi nieużywany. 
W ramach projektu AfricaRail planowane jest dalsze przedłużenie linii w kierunku stolicy Burkiny Faso Wagadugu, gdzie połączy się z linią kolejową Abidżan – Wagadugu prowadzącą do Republiki Wybrzeża Kości Słoniowej.